# Enicospilus tournieri
Enicospilus tournieri là một loài tò vò trong họ Ichneumonidae.